# Stanisław Chomętowski (lekarz)

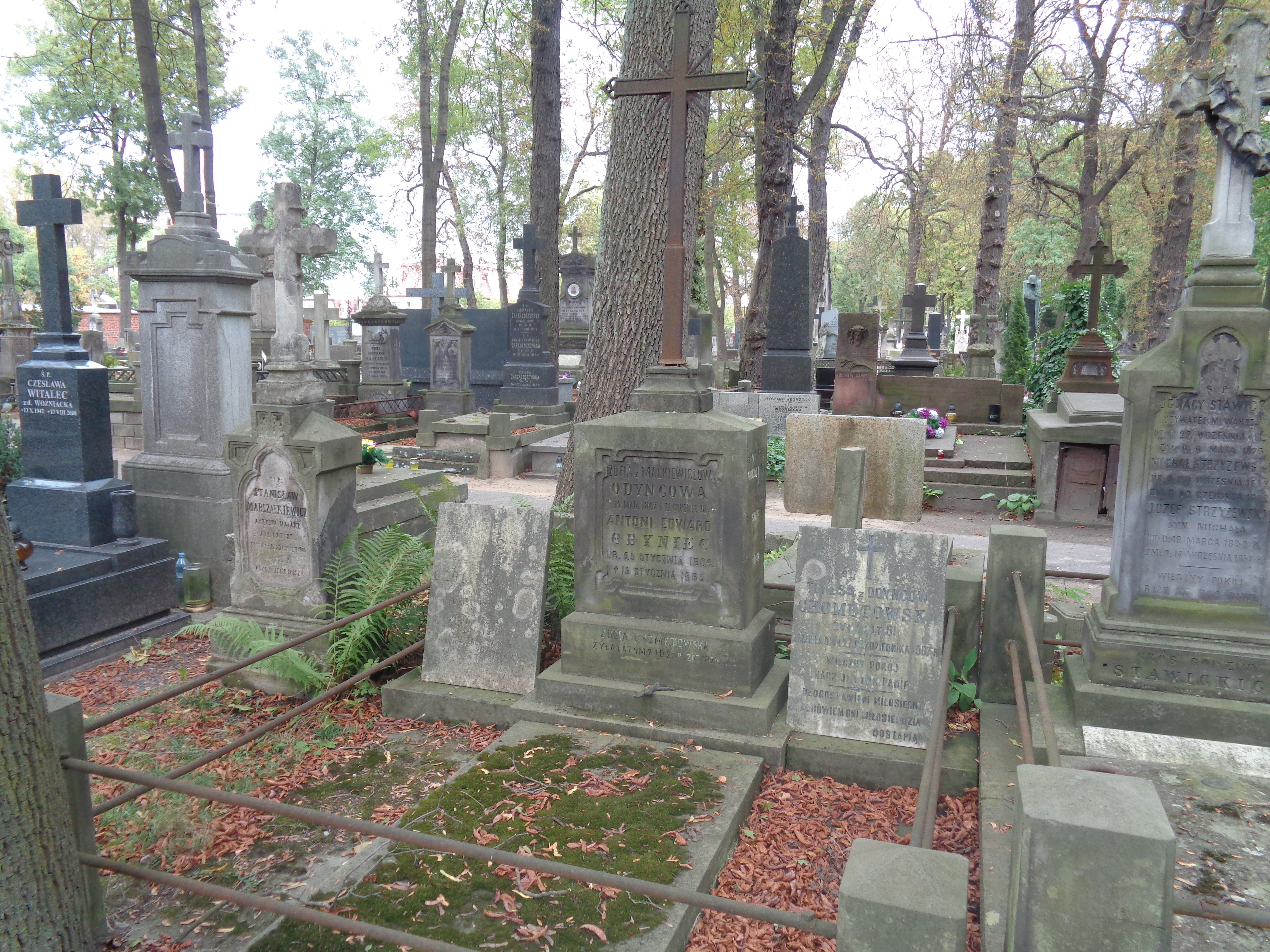
Grób Stanisława Chomętowskiego na cmentarzu Powązkowskim

Stanisław Chomętowski (ur. 14 maja 1838 w Gortatowicach, zm. 26 stycznia 1881) – polski lekarz psychiatra i neurolog, ordynator Szpitala św. Jana Bożego, właściciel prywatnego zakładu dla chorych nerwowo i umysłowo, autor około 40 prac naukowych.

## Życiorys
Po ukończeniu gimnazjum realnego w Warszawie w 1856 roku wstąpił na Akademię Medyko-Chirurgiczną i 22 grudnia 1862 roku otrzymał dyplom lekarski. Studia medyczne uzupełniał w Wiedniu, gdzie uczęszczał na wykłady psychiatrii Leidesdorfa i Schlagera. W Warszawie praktykował na oddziale psychiatrycznym Ildefonsa Krysińskiego, a potem jako asystent prywatny u Romualda Pląskowskiego w Szpitalu św. Jana Bożego. W 1865 roku mianowany ordynatorem nadetatowym, od 1866 zatrudniony jako ordynator etatowy.
W 1874 roku otworzył prywatny zakład dla chorych nerwowo i umysłowo; mieścił się początkowo przy ul. Twardej 6, potem przy Marszałkowskiej 7 (później 27). Zakład działał przez dwadzieścia lat, do 1913 roku. Po śmierci Chomętowskiego kierował nim Bronisław Taczanowski, a potem Stanisław Orłowski.
Należał do Towarzystwa Lekarskiego Warszawskiego. Współredagował tygodnik „Kronika Rodzinna”, współpracował z „Tygodnikiem Ilustrowanym”, „Gazetą Warszawską” i „Echem”. Część artykułów publikował pod pseudonimami (St.Ch., Dr Bonifacyusz Nemo). Zwalczał darwinizm i przełożył na język polski pracę Homo versus Darwin.
Syn Franciszka Chomętowskiego i Konstancji z Orłowskich. Pochodził z rodziny szlacheckiej; jego przodkiem był Stanisław Chomętowski, hetman polny koronny. Miał siostrę Aleksandrę (1828–1898), zamężną Dunin-Borkowską, i brata Władysława. Był zięciem filarety Antoniego Odyńca – ożenił się z jego córką Teresą (zm. 1909). Małżeństwo miało cztery córki: Marię, Celinę, Antoninę i Jadwigę.
Zmarł 26 stycznia 1881 roku. Pochowany został na cmentarzu Powązkowskim (kwatera 29, rząd 2, miejsce 10/11).

## Wybrane prace
- Obłąkanie wobec sądów cywilnych w naszym kraju, 1870
- Klinika chorób nerwowych i umysłowych

### Przekłady
- Homo versus Darwin, czyli Sprawa o pochodzenie człowieka. Warszawa, 1874